# Neuroxena biplagiata
Neuroxena biplagiata là một loài bướm đêm thuộc phân họ Arctiinae, họ Erebidae.